# Кожокін Геннадій Миколайович
Геннадій Миколайович Кожокін (нар. 31 липня 1968, Харків, Українська РСР, СРСР) — український хокеїст і тренер. Гравець національної збірної.

## Спортивна кар'єра
Вихованець Харківської СДЮШОР (спортивної дитячо-юнацької школи олімпійського резерву). У складі юнацької збірної СРСР грав на чемпіонаті Європи 1986 року (4-е місце). На рівні команд майстрів захищав кольори харківського «Динамо» і московського ЦСКА. У вищій лізі чемпіонату СРСР — 58 матчів (10+6); у Міжнаціональній хокейній лізі — 30 (7+2). 1993 року збірна України дебютувала на чемпіонаті світу (група «С»). У цьому турнірі Геннадій Кожокін провів 7 ігор (7+2).

## Статистика
Статистика виступів в українському клубі:
| Сезон        | Команда           | Ліга         | І   | Г  | П  | 0  | Штр |
| ------------ | ----------------- | ------------ | --- | -- | -- | -- | --- |
| 1985/86      | «Динамо» (Харків) | перша        | 29  | 4  | 1  | 5  | 4   |
| 1986/87      | «Динамо» (Харків) | перша        | 9   | 2  |    | 2  |     |
| 1987/88      | «Динамо» (Харків) | перша        | 35  | 6  | 2  | 8  | 2   |
| 1988/89      | «Динамо» (Харків) | вища         | 21  | 4  | 0  | 4  | 8   |
|              | «Динамо» (Харків) | перша        | 33  | 6  | 3  | 9  | 4   |
| 1989/90      | «Динамо» (Харків) | вища         | 29  | 5  | 6  | 11 | 4   |
|              | «Динамо» (Харків) | перша        | 28  | 10 | 2  | 12 | 14  |
| 1990/91      | «Динамо» (Харків) | перша        | 57  | 25 | 13 | 38 | 32  |
| 1991/92      | «Динамо» (Харків) | перша        | 42  | 25 | 8  | 33 | 26  |
| Усього в Д-1 | Усього в Д-1      | Усього в Д-1 | 50  | 9  | 6  | 15 | 12  |
| Усього в Д-2 | Усього в Д-2      | Усього в Д-2 | 233 | 78 |    |    |     |